# Coregonus clupeoides
Coregonus clupeoides (пован) — вид лосовевих риб роду Сиг (Coregonus).

## Поширення
Вид є ендеміком Шотландії. Зустрічається в озерах Лох-Ломонд і Лох-Ек; інтродукований також в двох водоймах басейну Лох-Ломонд (водосховища Лох-Слой та Каррон-Веллі).

## Опис
Максимальна довжина тіла сягає 38 см. Живиться ракоподібними та личинками комах.